# Exomunda
Exomunda is een geslacht van rechtvleugeligen uit de familie krekels (Gryllidae). De wetenschappelijke naam van dit geslacht is voor het eerst geldig gepubliceerd in 2007 door Gorochov.

## Soorten
Het geslacht Exomunda  is monotypisch en omvat slechts de volgende soort:
- Exomunda exsecutor (Gorochov, 2007)